# Бондарчук Левко
Бондарчук Левко (17 червня 1892 — після 1941 Київ) — український військовий і громадський діяч, голова Полкової ради 488-го пішого Острогозького полку; старшина 3-ї Залізної дивізії Армії УНР.
Відповідно до українського законодавства є борцем за незалежність України у ХХ столітті.

## Біографія
Закінчив 6 класів 4-ї Київської гімназії та приватні курси бухгалтерів у Києві. В російському війську — від 18 липня 1914 року до початку 1918 року. Наприкінці 1917-го взяв діяльну участь в українізації 488-го пішого Острогозького полку. На початку січня 1918 року відряджений від фронтових частин до Києва, як зв'язок до Всеукраїнської ради військових депутатів. 1 травня 1918 року закінчив Київську інструкторську школу старшин.
Учасник антигетьманського повстання та боїв проти більшовиків. У червні 1919 року через хворобу звільнений із війська. З липня 1919 року — службовець Міністерства фінансів, згодом — Міністерства народного господарства уряду УНР. У лютому 1920 року одружився. В липні 1920 року звільнений за штат. Через скрутні обставини жив разом із дружиною Ївгою та малою дитиною в бараках. 1922 року разом із дружиною поступив на матуральні курси при Українській Господарській академії в Подєбрадах, але того ж року дружина померла, залишивши півторарічну дочку. Матуральні курси скінчив 1923 року, а 7 червня 1927 року — УГА в Подєбрадах. «Виконав дипломну працю та оборонив її з успіхом дуже добрим». 18 травня 1927 року звернувся до ректорату УГА з проханням дати довідку, що з боку академії немає перешкод для його виїзду в Люксембург, Болгарію або Польщу.
Спогад «Моя перша бійка з большовиками» написав 1922 року. Мав сестру Марію. По завершенні УГА працював в кооперації на Волині.
Розстріляний гестапо.